# هاسو پلاتنر
هاسو پلاتنر (آلمانی: Hasso Plattner؛ زادهٔ ۲۱ ژانویهٔ ۱۹۴۴) کارآفرین، بازرگان و مدیر ارشد اجرایی آلمانی است، که در سال ۱۹۷۲ با مشارکت دیتمار هوپ، هانس-ورنر هکتور، کلاوس چیرا و کلاوس ولنروتر شرکت اس آ پ را تأسیس نمود.